# يواكيم بيوركلوند
يواكيم بيوركلوند (بالسويدية: Joachim Björklund) مواليد 15 مارس 1971 في فاكسيو، هو لاعب كرة قدم سويدي دولي سابق كان يلعب كمدافع. اعتزل اللعب عام 2005 مع وولفرهامتون واندررز. سبق له أن لعب في كأس العالم لكرة القدم مع منتخب بلاده. بدأ مسيرته الرياضية عام 1989 مع أوستر. لعب خلال مسيرته 335 مباراة سجل خلالها 1 أهداف.

## المسيرة الاحترافية

### أندية لعب لها
- نادي بران
- نادي غوتبورغ
- نادي فيتشينزا
- نادي رينجرز
- نادي فالنسيا
- نادي فينيزيا
- نادي سندرلاند
- وولفرهامبتون واندررز

## روابط خارجية
- يواكيم بيوركلوند على موقع الاتحاد الدولي (مؤرشف)  (الإنجليزية)
- يواكيم بيوركلوند على موقع اتحاد السويد (السويدية)
- يواكيم بيوركلوند على موقع قاعدة بيانات كرة القدم.إي يو (الإنجليزية)
- يواكيم بيوركلوند على موقع ناشيونال فوتبول تيمز (الإنجليزية)
- يواكيم بيوركلوند على موقع Soccerbase.com (لاعب) (الإنجليزية)
- يواكيم بيوركلوند على موقع عالم كرة القدم.نت (الإنجليزية)
- يواكيم بيوركلوند على موقع أوليمبيديا (الإنجليزية)
- يواكيم بيوركلوند على موقع اللجنة الأولمبية السويدية (السويدية)